# Münchens ansökan om olympiska vinterspelen 2018
München ansökte om olympiska vinterspelen 2018. Münchens motstånd bestod av Annecy i Frankrike och Pyeongchang i Sydkorea. München planerade att hålla spelen, förutom i Münchens olympiapark, i Garmisch-Partenkirchen och Schönau am Königssee. På IOK:s 123:e kongress i Durban den 6 juli 2011 valdes arrangören för spelen ut. I omröstningen fick München 25 röster men fick se sig besegrat av Pyeongchang som fick 63 röster.

## Bakgrund
München arrangerade olympiska sommarspelen 1972, och hade blivit den första staden att ha arrangerat både ett sommarspel och ett vinterspel. München planerade först att söka sommarspelen 2016, men Tysklands olympiska kommitté (DOBS) avrådde från detta då London tilldelades sommarspelen 2012. DOSB tyckte istället att vinterspelen 2018 var lämpligt. Och när Salzburg inte fick vinterspelen 2018 tyckte München att möjligheterna för ett spel i centraleuropa var större. Vid tiden för starten av ansökningsprocessen planerade även Berlin och Hamburg att ansöka om något av sommarspelen under 2020-talet, men dessa planer las åt sidan för Münchens ansökan.

## Ansökan

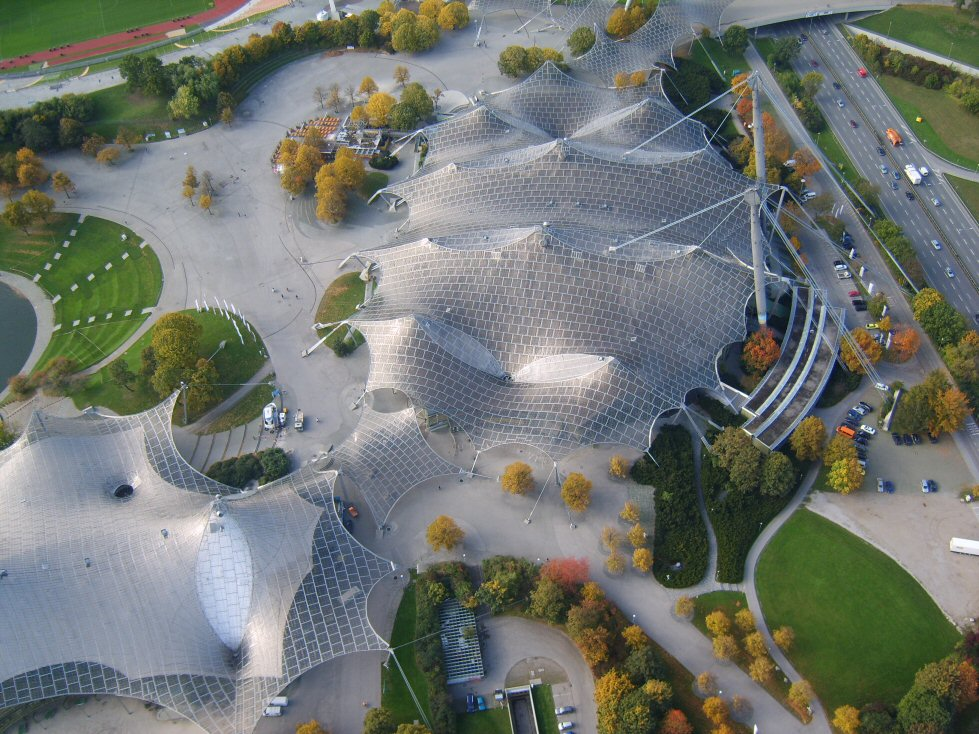
Olympiahalle i olympiaprken med simhallen till vänster.

Münchens ansökan hade till en början den tidigare skidstjärnan Willy Bogner junior som frontfigur. Men han ersattes av konståkaren Katarina Witt då Bogner avgick på grund av tarmsjukdom. Även den alpina stjärnan Maria Riesch och skidskytten Magdalena Neuner stöttade ansökan.
München ville i sin ansökan framhäva en miljövänlig aspekt. I denna aspekt ingick att återanvända befintliga anläggningar både i München, Garmisch-Partenkirchen och Schönau am Königssee. Av de femton anläggningarna som behövdes för spelen fanns redan åtta. I stil med den miljövänliga aspekten skulle de nya anläggningarna inte byggas på nya områden. Issporterna och ceremonierna skulle hållas i Münchens olympiapark. Invigningen och avslutningen skulle hållas i samma olympiastadion. Simhallen skulle byggas om till en curlingarena, konståkning och short track planerades till Olympiahalle. En ny ishockeyarena skulle byggts på platsen för den gamla cykelstadion. Ytterligare en ishockeyarena och anläggningen för hastighetsåkning på skridskor skulle tillfälligt uppföras för att efter spelen användas på andra platser. I Garmisch-Partenkirchen skulle nio tävlingar på snö avgöras. Både där och i München skulle olympiska byar finnas. I Schönau am Königssee skulle de tre kälksporterna avgöras.
Spelens slogan var Die Spiele im Herzen (Spelen i hjärtat) och är också nämnda som "de vänskapliga spelen". Loggan är ett stiliserat M, som ska påminna om de Bayerska bergen samt området kring olympiaparken i München.

## Motstånd
De gröna och flera ekologiska organisationer motsatte sig ansökan. Argument mot kretsade kring bristen på naturlig snö, miljökonsekvenserna kring konstsnö, användandet av grönområden för tillfälliga anläggningar, infrastrukturprojekt som skulle öka trafiken, den finansiella risken och bördan av oförhandlingsbara regler hos IOK. Då dessa åsikter fick mer uppmärksamhet minskade även det folkliga stödet för spelen. 2009 visade en undersökning att 75,5 % av Münchens invånare var för spelen och 68 % av Tysklands befolkning, dessa siffror hade sjunkit till 69 % samt 64 % våren 2010. Ansökan upprörde känslorna i Garmisch-Partenkirchen där 50 markägare vägrade att tillåta användande av sin mark.
Tidigare hade liknande motstånd tvingat organisationen att flytta anläggningen för nordisk skidsport från Oberammergau. Platsen för anläggningen blev istället ett statligt ägt område nära Ohlstadt, vilken ligger 200 m lägre och har mycket sämre förutsättningar för snö i februari.
Den 22 februari 2011 startade markägare i Garmisch-Partenkirchen, som stöttade de kritiska organisationerna och politikerna, en namninsamling för att tvinga fram en omröstning om huruvida staden skulle stötta ansökan. De inblandade i upproret sa bland annat att spelen var för stora för Garmisch-Partenkirchen, som mest har orten tidigare arrangerat VM i alpin skidsport, med elva grenar jämfört med de cirka 50 grenarna som planerades till orten. De hade även förhoppningar om att slå hål på det ständiga uttrycket "stor majoritet" i samband med OS-ansökningar, för att övertyga om att detta var en myt.  Tysklands olympiska kommittés ordförande Thomas Bach menade att markägarnas klagomål inte var ett problem för ansökan.

## Utvärdering
IOK:s utvärderingskommission reste den 28 februari 2011 till München och de andra orterna där tävlingar skulle hållas. Olympiastadion från spelen 1972 var höjdpunkten på IOK:s resa. Ordföranden i kommittén Gunilla Lindberg sa i slutet av fyradagarsvisiten att hennes inspektionsgrupp "tydligt kände atmosfären och passionen". "Det allmänna intrycket var att det är en stark ansökan med stort statligt stöd. Det är ett bra lag i organisationskommittén och Tyskland är en stor vintersportsnation väl använd för att arrangera tävlingar." IOK:s vicepresident Thomas Bach insisterade på att 2018 var en bra tid för IOK och den olympiska rörelsen att föra tillbaka spelen till en traditionell vinterstad, efter att introducerat spelen till nya områden under de tidigare två spelen.

## Resultat
Väl vid IOK:s omröstning i Durban på sin 123:e kongress mötte München ett övertygande nederlag i omröstningen. Det krävdes enbart en omröstning för Pyeongchang att vinna värdskapet med 63 röster, München stod distanserad som tvåa med 25 röster. München var dock lika övertygande tvåa före Annecy med enbart sju röster. Flera involverade i Münchens ansökan har uttalat förhoppningar om att ansöka om olympiska vinterspelen 2022. 